# Rátót
Rátót (németül: Neustift) község Vas vármegye Szentgotthárdi járásában.

## Fekvése
Körmendtől 15 kilométerre nyugatra, a Lahn-patak bal partján fekszik a 8-as főút mellett. Utóbbiból itt ágazik ki a 7461-es út Rábagyarmat és Csörötnek felé.
Területén áthalad a Szombathely–Szentgotthárd-vasútvonal, amelynek egy megállója is van itt (Rátót megállóhely); utóbbi közúti elérését a 8-as főútból észak felé kiágazó 87 308-as számú mellékút biztosítja.

## Története
Rátót a hagyomány szerint eredetileg Gasztony majora volt.
1428-ben Rathodfolua néven említik először, ekkor Péter deáknak 4 adózó jobbágyportáját említik a helységben. Neve a  régi magyar Ratolt személynévből származik, melynek előzménye a német Ratold személynév. 1460-ban Poss. Ratholthfalwa, 1482-ben "Poss. Ratholthfolua al. nom. Vnakatheleke" néven említik. A Herman nembeli hermani Rátolt cs. birtoka volt.

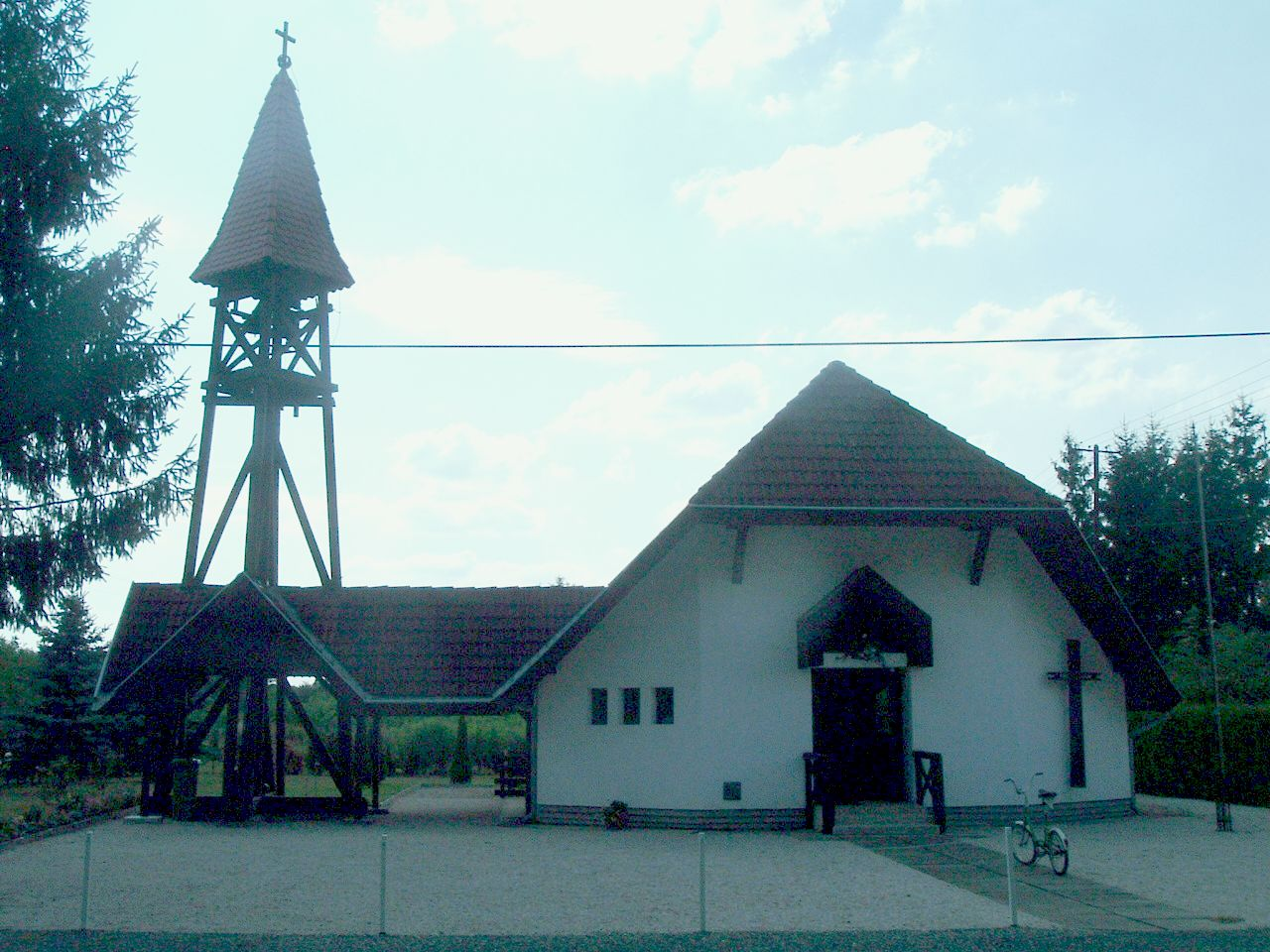
A katolikus templom

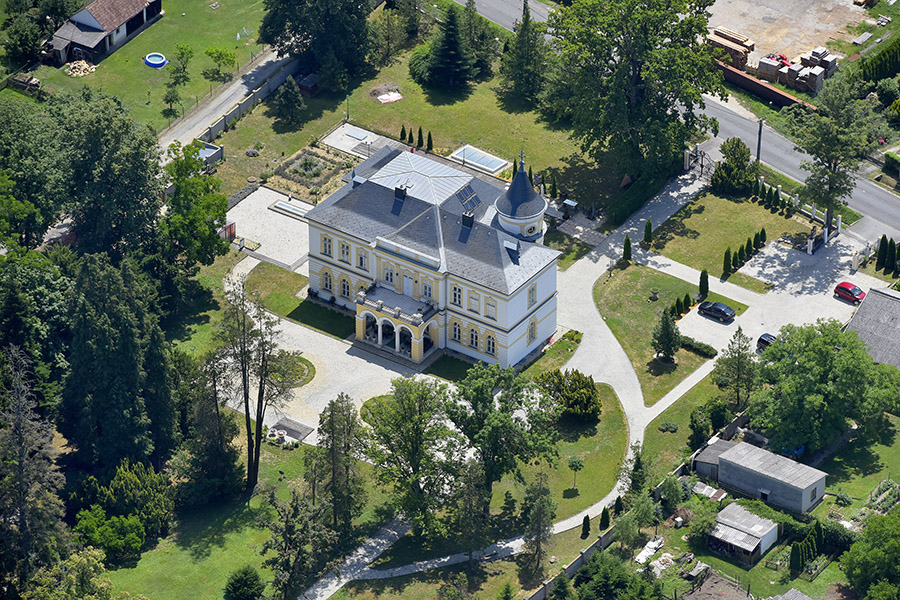
Rátót, Széll-kastély légi felvételen

Vályi András szerint "RÁTÓT. Magyar falu Vas Vármegyében, földes Urai több Uraságok, lakosai katolikusok, és másfélék, fekszik Rába Sz. Mihályhoz közel, mellynek filiája, határbéli földgye termékeny, egyéb javai is meglehetősek, szőleje nintsen."
Fényes Elek szerint "Rátót, magyar falu, Vas vármegyében, a gréczi országutban, ut. p. Rába Sz. Mihály; 184 kath. lak., termékeny róna határral. Diszesiti a Cseh uraság lakháza"
1865-ben vásárolt itt birtokot Széll József, melyen egy földszintes udvarház állt. Ezt fia, Széll Kálmán reprezentatív, 18 szobás kastéllyá építtette át.
Vas vármegye monográfiájában "Rátót, magyar község, 32 házzal és 205 r. kath. vallású lakossal. Vasúti állomás, posta- és távíró helyben van. A község a gráczi vasútvonal mellett fekszik."
"Itt van Széll Kálmánnak, a kitünő államférfiunak, Magyarország volt pénzügyminiszterének szép és nemes izléssel berendezett, kényelmes ujabbkoru kastélya és parkja. Ugy a nagyszabásu kastély, mint a remek, párját ritkitó növényzetü park a vármegye legszebbjei közé tartozik s nevezetessé teszik Rátótot, mely az illusztris államférfiunak kedvencz nyaralója. Közvetlenül a park mellett vezet el a vasútvonal és az állomás nehány lépésnyire van a park bejáratától. A parktól, az ellenkező oldalon, széles út választja el a majorságokat és gazdasági épületeket, ahol Széll Kálmán mintagazdasága és világhírü állattenyésztése van, mely immár az egész világ gazdaközönségének mintául szolgálhat és mint a német gazdák 1897. évi magyarországi tanulmányútja alkalmából, Rátóton időzve, egy német gazda megjegyezte, "az állattenyésztés tudományának a végletekig vitt, raffinált tökélye. A község földesurai 1848 előtt a Széll és Cseh családok voltak.
"
1910-ben a községnek 358 magyar lakosa volt. Vas vármegye Szentgotthárdi járásához tartozott. A kastély jól átvészelte a második világháborút, de ezután az ország többi kastélyához hasonló sorsra jutott. Hatalmas könyvtárát, levelezési anyagait, berendezését nagyrészt széthordták, minden az enyészeté lett. Csak néhány könyvet találtak meg utólag a falu házainak padlásán. A Széll Kálmánt ábrázoló nagyméretű festmény az önkormányzat épületébe került. Előbb gépállomás, majd kultúrház, később iskola működött benne. Kastélyszállóvá való átalakítása 2003-ban kezdődött el. A 4*-os hotel 12 szobával 2011. január 5-én nyitott meg.

## Közélete

### Polgármesterei
- 1990–1994: Huszár Gyula (független)[7]
- 1994–1998: Tilinger István (független)[8]
- 1998–2002: Ulrich Zoltán Lászlóné (független)[9]
- 2002–2006: Nagyné Szalay Ildikó Márta (független)[10]
- 2006–2010: Málics Ferenc (független)[11]
- 2010–2014: Málics Ferenc (független)[12]
- 2014–2015: Málics Ferenc (független)[13]
- 2015–2019: Domiterné Molnár Annamária (független)[14]
- 2019–2024: Domiterné Molnár Annamária (független)[15]
- 2024– : Fülöp Tamás (független)[1]

A településen 2015. december 6-án időközi polgármester-választást tartottak, az előző polgármester halála miatt. A posztért három jelölt indult, de a győztes egymaga a szavazatoknak több mint 85 %-át szerezte meg.
A 2024. június 9-i önkormányzati választás után Rátóton, a polgármester-választás tekintetében nem lehetett eredményt hirdetni, mert szavazategyenlőség alakult ki két független jelölt, Siklér Ferenc Tibor és Fülöp Tamás között. Az emiatt szükségessé vált időközi választást 2024. szeptember 15-én tartották meg, s ezen kis különbséggel Fülöp Tamás lett a befutó.

## Népesség
A település népességének változása:
| Lakosok száma | 306  | 311  | 291  | 270  | 221  | 226  | 237  | 231  | 241  | 243  |
|               | 2013 | 2014 | 2015 | 2016 | 2017 | 2018 | 2021 | 2022 | 2023 | 2024 |

A 2011-es népszámlálás során a lakosok 97,1%-a magyarnak, 0,8% németnek, 1,7% szlovénnek mondta magát (2,9% nem nyilatkozott; a kettős identitások miatt a végösszeg nagyobb lehet 100%-nál). A vallási megoszlás a következő volt: római katolikus 87,2%, evangélikus 0,4%, református 1,2%, felekezet nélküli 2,5% (7,4% nem nyilatkozott).
2022-ben a lakosság 95,2%-a vallotta magát magyarnak, 3,5% németnek, 1,3% szlovénnek, 1,3% egyéb, nem hazai nemzetiségűnek (3,9% nem nyilatkozott; a kettős identitások miatt a végösszeg nagyobb lehet 100%-nál). Vallásuk szerint 62,3% volt római katolikus, 0,4% református, 0,4% görög katolikus, 1,7% egyéb keresztény, 1,7% egyéb katolikus, 7,8% felekezeten kívüli (25,5% nem válaszolt).

## Nevezetességei

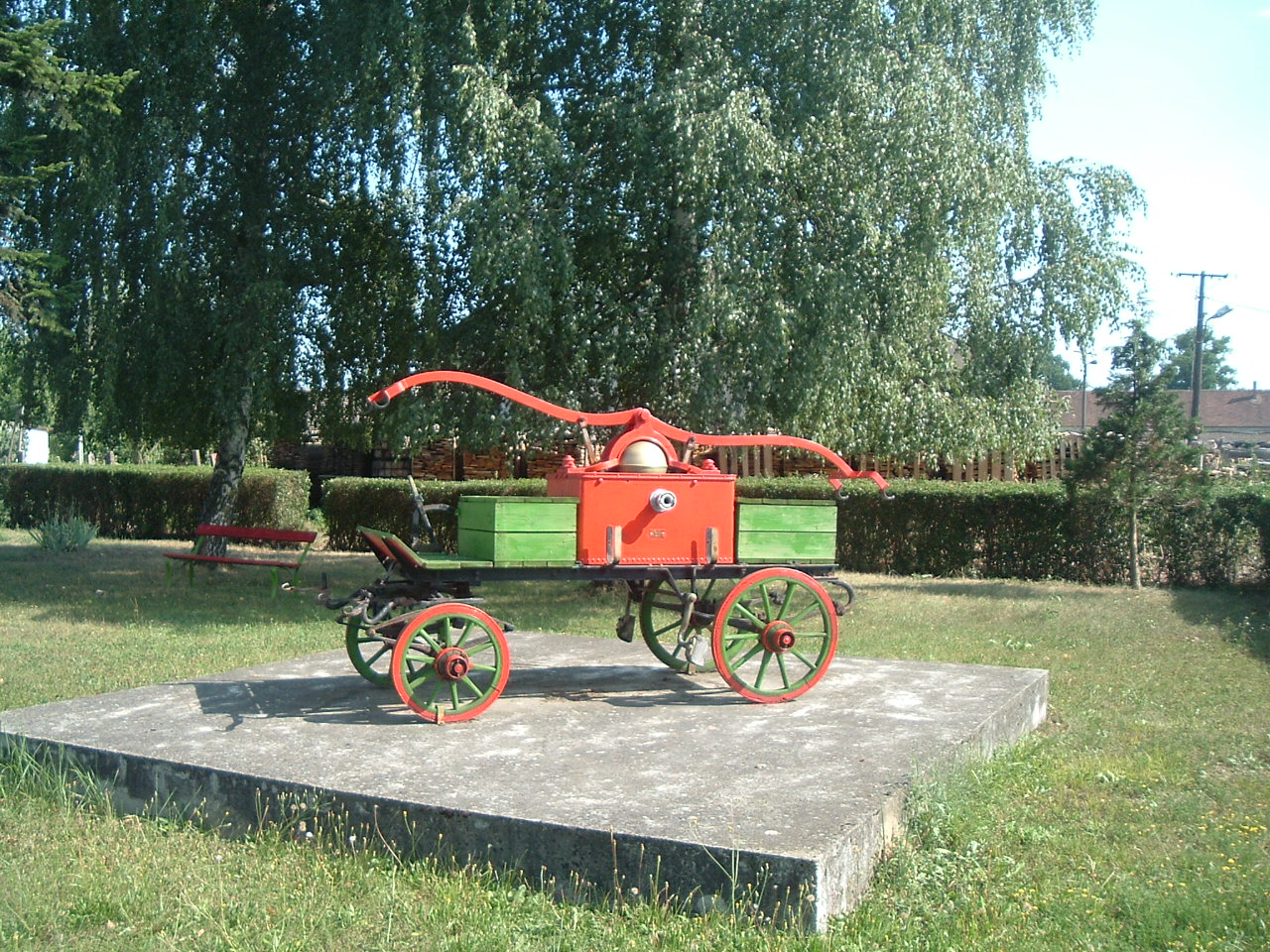
A község régi tűzoltókocsija

- Széll-kastély – Széll Kálmán kastélya a 19. században épült, 1890-ben Hauszmann Alajos tervei szerint felújították. Gyakran megfordult itt Deák Ferenc is, aki a hagyomány szerint 13 fát ültetett az aradi vértanúk emlékére. A Láhn-patak partján álló fák közül mára már öt elpusztult, helyükre újakat ültettek. Az itt álló obeliszkkel együtt ma is a község emlékhelye, ahol minden év október 6-án koszorúzást rendeznek.
- Római katolikus temploma 1991-ben épült. Háromhajós, fa haranglábas épület.
- Aradi-park
- A legényanya című magyar film.

## Híres emberek
- Itt hunyt el 1915. augusztus 16-án Széll Kálmán politikus, miniszterelnök.